# Phagnalon
Phagnalon là một chi thực vật có hoa trong họ Cúc (Asteraceae).

## Loài
Chi Phagnalon gồm các loài: